# Latosaari (ö i Norra Savolax, Norra Savolax, lat 63,64, long 27,56)
Latosaari är en ö i Finland. Den ligger i sjön Harvanjärvi och i kommunen Sonkajärvi i den ekonomiska regionen  Övre Savolax ekonomiska region  och landskapet Norra Savolax, i den centrala delen av landet, 400 km norr om huvudstaden Helsingfors. Öns area är 0,2 hektar och dess största längd är 60 meter i öst-västlig riktning.